# Ted Kaczynski
Theodore John Kaczynski (/kəˈzɪnski/; 22 tháng 5 năm 1942 – 10 tháng 6 năm 2023) còn được biết đến với tên nặc danh Unabomber (kẻ đánh bom thư), là tội phạm khủng bố và sát nhân khét tiếng theo chủ nghĩa vô chính phủ, từng là nhà toán học thần đồng người Mỹ. Từng là thần đồng toán học, hắn đã từ bỏ sự nghiệp học vấn đầy hứa hẹn từ năm 1969, đến giữa năm 1978 và 1995 hắn đã giết 3 người và làm bị thương 23 người khác trong một âm mưu ném bom toàn quốc nhằm vào những người tham gia vào công nghệ hiện đại. Ngoài ra, hắn còn nêu ra phê phán xã hội rộng khắp chống lại công nghiệp hóa và thúc đẩy một hình thái vô chính phủ nguyên thủy làm trung tâm.
Năm 1971, Kaczynski chuyển đến ở một căn nhà nhỏ ở nơi hẻo lánh, không có điện và nguồn nước cung cấp ổn định ở gần Lincoln, Montana để bắt đầu một cuộc sống ẩn mình khỏi thế giới. Hắn dành thời gian để học cách sinh tồn trong tự nhiên mà không bị lệ thuộc vào các công nghệ hiện đại, song sau khi thấy môi trường quanh nơi mình sống bị phá hủy quá nhiều, Kaczynski tin rằng cách duy nhất để cứu lấy thiên nhiên là tiến hành một cuộc Cách mạng nhắm vào công nghệ hiện đại. Năm 1995, hắn gửi một lá thư tới The New York Times, nói rằng nếu tòa soạn chấp nhận cho đăng công khai bài luận văn Industrial Society and Its Future do hắn soạn nên, Kaczynski sẽ "không tiến hành các vụ đánh bom khủng bố". Kaczynski nêu lên quan điểm của mình rằng việc đánh bom là một hành động cực đoan nhưng cực kì cần thiết để nâng cao nhận thức của nhân loại về những vấn đề mà công nghệ hiện đại đem lại.
"Cuộc Cách mạng Công nghiệp đã để lại những hậu quả nặng nề đối với nhân loại. Tuổi thọ trung bình của người dân ở những nước "phát triển" đã được tăng cao đáng kể, song đã khiến cho xã hội trở nên mất cân bằng, đã khiến cho cuộc sống của ta không được đầy đủ, đã khiến con người ta cảm thấy thiếu thốn về vật chất và tinh thần, nhất là ở Thế giới thứ Ba. Theo đó, môi trường tự nhiên của ta cũng đã bị tàn phá một cách khủng khiếp, và mọi thứ sẽ tiếp tục phát triển theo chiều hướng xấu hơn nếu công nghệ cứ tiếp tục phát triển. Con người sẽ phải chịu thêm nhiều vấn đề tâm lý, xã hội sẽ sụp đổ. Các nước "phát triển" sẽ là nạn nhân của công nghệ đó.
Ted Kaczynski là đối tượng điều tra lâu dài nhất từ trước đến nay của FBI. Trước khi bị bắt, FBI gọi hắn bằng cái tên UNABOMBER - University and Airline Bomber (Kẻ đánh bom thư). Tổng chưởng lý Hoa Kỳ Janet Reno đã cho phép đăng bài luận văn của hắn lên, và em trai của Kaczynski, David Kaczynski, đã đến khai anh mình với cảnh sát, khi nhận ra văn phong quen thuộc của y.
Ông được cho là đã chết trong tù vì tự sát vào ngày 10 tháng 6 năm 2023.

## Cuộc đời

### Thời trẻ
Ted Kaczynski sinh ngày 22 tháng 5 năm 1942, ở Chicago, Illinois trong một gia đình lao động bình thường, con của Wanda Theresa và Theodore Richard Kaczynski. Cha mẹ của y nói rằng khi nhỏ Ted là một đứa trẻ vui tươi, bình thường như những đứa trẻ khác. Song, sau một lần phải nhập viện do bị ong tấn công và phải sống trong sự cô lập ở đó, không được tiếp xúc nhiều với người khác, Ted đã "giấu kín cảm xúc của mình trong một khoảng thời gian". Bà nói Ted rất yêu động vật, và sẽ cố gắng cứu những con thú bị nhốt trong lồng và thả chúng về với tự nhiên, và bà cho rằng đấy là một hành động xuất phát từ khoảng thời gian bị nhốt trong bệnh viện.
Từ năm lớp 1 đến lớp 4, Kaczynski học ở trường tiểu học Sherman ở Chicago. Mọi người đánh giá Ted là một đứa trẻ "khỏe mạnh" và "ngoan hiền". Năm 1952, cả nhà chuyển đến ở vùng ngoại ô phía Tây Nam Illinois. Ted được kiểm tra IQ và đạt được số điểm đáng kinh ngạc là 167 khi chỉ mới khoảng 10 tuổi, và nhảy cóc qua lớp 6. Tuy vậy, khi phải chuyển lên lớp hơn, Ted bị xa lánh và bị các anh chị lớp trên bắt nạt. Dần dần Ted, từ một cậu bé vui vẻ, năng nổ đã trở thành một cậu bé khép kín, trầm lặng.
Ted và David đều rất thông minh, nhưng Ted vẫn luôn nổi bật hơn hẳn. Song cậu vẫn là một đứa bé có tính khí khá khó chịu và sẽ cố gắng trốn chạy khỏi mọi cuộc trò chuyện với người lạ.

### Trung học
Khoảng thời gian này Ted bắt đầu hình thành lòng say mê sâu sắc với môn Toán, cậu sẽ dành hàng giờ liền để giải quyết các vấn đề toán mà cậu gặp phải, và tham gia vào một câu lạc bộ với những người có niềm yêu thích giống mình. Cậu được mô tả là "trầm tính, ít nói và rụt rè, nhưng khi cậu đã tìm được những người mà cậu có thể chia sẻ được thì Ted trở thành một người rất hăng say và nhiệt huyết". Kaczynski vượt xa bạn bè đồng trang lứa trong lớp và được nhảy cóc qua lớp 11, tốt nghiệp trung học ở tuổi 15. Ted nhận học bổng của Harvard năm 1958 ở tuổi 16. Một người bạn của cậu nói rằng Ted "vẫn chưa sẵn sàng để vào Harvard... khi đó cậu còn chưa có bằng lái xe".